# Orthomus lundbladi
Orthomus (Nesorthomus) lundbladi – gatunek chrząszcza z rodziny biegaczowatych i podrodziny Pterostichinae.

## Taksonomia
Gatunek ten został opisany w 1938 roku przez René Jeannela.

## Opis
Ciało brązowawe, błyszczące, poniżej 12 mm długości. Górna część tylnej ⅓ pokryw spłaszczona. Trzeci międzyrząd pokryw opatrzony dwoma uszczecinionymi punktami, z których przedni położony jest bardzo blisko trzeciego rzędu, a tylny bardzo blisko drugie rzędu lub w obrębie tegoż. Golenie środkowej pary odnóży o tylnej połowie wewnętrznej krawędzi z wyraźnym rozszerzeniem. Golenie odnóży tylnych nieco łukowate i o wyraźnie rozszerzonej krawędzi wewnętrznej w tylnej ⅓ swojej długości.

## Rozprzestrzenienie
Chrząszcz ten jest endemitem portugalskiej Madery.